# Arnold Trowell
Arnold Thomas Wilberforce Trowell (* 25. Juni 1887 in Wellington; † 25. November 1966 in Hawkhurst) war ein neuseeländischer Cellist, Komponist und Musikpädagoge.
Trowell studierte Cello und Komposition in Frankfurt und Brüssel. Ab 1906 lebte er als Komponist, Cello-Virtuose und Musikpädagoge in England. Er unterrichtete u. a. an der Guildhall School of Music und am Royal College of Music. Er gab in seiner Laufbahn mehrere hundert Konzerte in Großbritannien und Nordirland und spielte zahlreiche Aufnahmen bei der BBC ein. Neben Etüden und Studien zu Unterrichtszwecken komponierte er u. a. sieben Cellokonzerte und drei Cellosonaten, vier sinfonische Dichtungen und kammermusikalische Werke, darunter mehrere Stücke für Cello und Klavier.